# Arctidinae
Sous-famille
Les Arctidinae sont une sous-famille de crustacés marins de l'ordre des décapodes (les décapodes ont cinq paires de pattes) et de la famille des Scyllaridae.

## Liste des genres
- Arctides Holthuis, 1960
- Scyllarides Gill, 1898